# Albânia nos Jogos Olímpicos de Inverno de 2014
A Albânia participou dos Jogos Olímpicos de Inverno de 2014, realizados na cidade de Sóchi, na Rússia. Foi a terceira aparição do país em Olimpíadas de Inverno.

## Desempenho

### Esqui alpino
Feminino
| Atleta        | Evento         | 1ª corrida | 2ª corrida | Total   | Pos. |
| ------------- | -------------- | ---------- | ---------- | ------- | ---- |
| Suela Mëhilli | Slalom         | DSQ        | DSQ        | DSQ     | DSQ  |
| Suela Mëhilli | Slalom gigante | 1:33.55    | 1:34.36    | 3:07.91 | 60º  |

Masculino
| Atleta     | Evento         | 1ª corrida | 2ª corrida | Total | Pos. |
| ---------- | -------------- | ---------- | ---------- | ----- | ---- |
| Erjon Tola | Slalom         | DNS        | DNS        | DNS   | DNS  |
| Erjon Tola | Slalom gigante | DNS        | DNS        | DNS   | DNS  |

Legenda
| Recorde mundial      | Recorde mundial (World record)               |                       | Recorde africano                      | Recorde africano (African) |                                           | Q | Classificado por posição (Qualified) |
| Recorde olímpico     | Recorde olímpico (Olympic record)            | Recorde da América    | Recorde da América (Americas)         | q                          | Classificado por melhor tempo (Qualified) |   |                                      |
| Melhor marca do ano  | Melhor marca do ano (World leading)          | Recorde asiático      | Recorde asiático (Asian)              | DNS                        | Não largou (Did not start)                |   |                                      |
| Recorde nacional     | Recorde nacional (National record)           | Recorde europeu       | Recorde europeu (European)            | DNF                        | Não terminou (Did not finish)             |   |                                      |
| Recorde pessoal      | Recorde pessoal do atleta (Personal best)    | Recorde da Oceania    | Recorde da Oceania (Oceania)          | DSQ / DQ                   | Desclassificado (Disqualified)            |   |                                      |
| Recorde da temporada | Recorde da temporada do atleta (Season best) | Recorde sul-americano | Recorde sul-americano (South America) | NM                         | Sem marca (No mark)                       |   |                                      |